# WKB (motorfiets)
WKB is een historisch motorfietsmerk uit Oostenrijk.
Kummer, Wendinger & Co., Wenen (1923-1924).
Motormerk dat door de coureur Medinger ontwikkelde tweetakt-clip-on motoren van 183 cc voor fietsen. Medinger was ook betrokken bij het merk Mezo.